# Klasovský park
Klasovský park je chráněný areál v katastrálním území obce Klasov v okrese Nitra v Nitranském kraji na Slovensku. Území bylo vyhlášeno v roce 1982 a jeho rozloha je 3,99 hektaru. Předmětem ochrany je anglický park u klasovského zámku.
Anglický park byl založen roku 1866 (zřejmě na místě staršího). Rostl zde nejstarší trnovník akát (Robinia pseudoacacia) na území bývalého Rakouska-Uherska, snad i v Evropě. Jeho věk byl odhadován na 350 let. Strom měl obvod kmene 570 centimetrů a výšku patnáct metrů. Chráněný strom po poškození vždy dokázal regenerovat a vyhánět nové větve, roku 1990 však byl vzdor ochraně poražen.